# Jacques Félix Emmanuel Hamelin

Emmanuel Hamelin

Jacques Félix Emmanuel Hamelin (* 13. Oktober 1768 in Honfleur; † 23. April 1839 in Paris) war ein französischer Konteradmiral, der vor allem durch seinen Dienst für Frankreich während des Mauritiusfeldzuges bekannt ist.

## Frühe Jahre
Im Alter von 17 Jahren heuerte Hamelin auf einem Handelsschiff an, das seinem Onkel gehörte. 1786 gehörte er zur Besatzung eines Handelsschiffes, das an die Küste Angolas segelte. 1787 war er Steuermann.

## Früher Marinedienst
1792 wurde Hamelin von der französischen Revolutionsregierung eingezogen. Er ging zunächst zur Marineinfanterie, 1793 wurde Hamelin Offiziersanwärter auf der Fregatte La Prosperine. In dieser Zeit wurde eine holländische Fregatte und ein Teil des durch sie geschützten Konvois erobert. Im August 1795 wurde Hamelin zum Leutnant befördert. Er diente in den folgenden Jahren auch auf La Minerve. Seit dem 21. November 1796 wurde er als Kommandant von La Révolution geführt, dann kommandierte er La Fraternité, drei Monate später La Précieuse. Kurz darauf wurde er Erster Offizier auf der Formidable.

## Expeditionsreise
Vom 1. Oktober 1800 bis zum 23. Juni 1803 kommandierte Hamelin die Le Naturaliste in der Südsee. Die Expedition führte die Kartographierung der Küste Australiens und Neuguinea durch.
Im Anschluss an die Heimkehr wurde Hamelin wieder im Marinedienst verwendet für die Invasion von England.

## Mauritiusfeldzug
Siehe Hauptartikel: Mauritiusfeldzug.
Im Juli 1806 übernahm Hamelin das Kommando über die Fregatte La Vénus. 1808 segelte er mit dieser und drei weiteren Fregatten nach Mauritius. Dieses Geschwader führte er als Kommodore an. Im März 1809 brach er mit einem kleinen Geschwader in den Golf von Bengalen auf, um Handelskrieg zu führen. Neben La Vénus, segelten die Fregatte Manche, die Brigg L'Entreprenant und der Schoner La Créole mit ihm. Der Handelskrieg verlief zunächst erfolgreich, auf der Rückreise nach Mauritius gelang es ihm sogar, drei britische Ostindienfahrer zu erobern. Für die Seeschlacht von Grand Port kam er zu spät, er erreichte Grand Port erst einige Tage später. Am 17. September 1810 gelang es ihm vorübergehend die HMS Cexlon, eine britische 32-Kanonen Fregatte mit der 40-Kanonen Fregatte Venus zu erobern, jedoch wurde er noch am gleichen Tag von der 38-Kanonen Fregatte HMS Boadicea besiegt und musste sich mit der Venus ergeben.

## Rückkehr nach Frankreich
Bei seiner Rückkehr nach Frankreich im Februar 1811 wurde Hamelin gefeiert. Er wurde Napoléon vorgestellt, welcher ihn in die Ehrenlegion aufnahm und ihn zum Baron und zum Contre-amiral (Konteradmiral) machte.

## Lebensabend

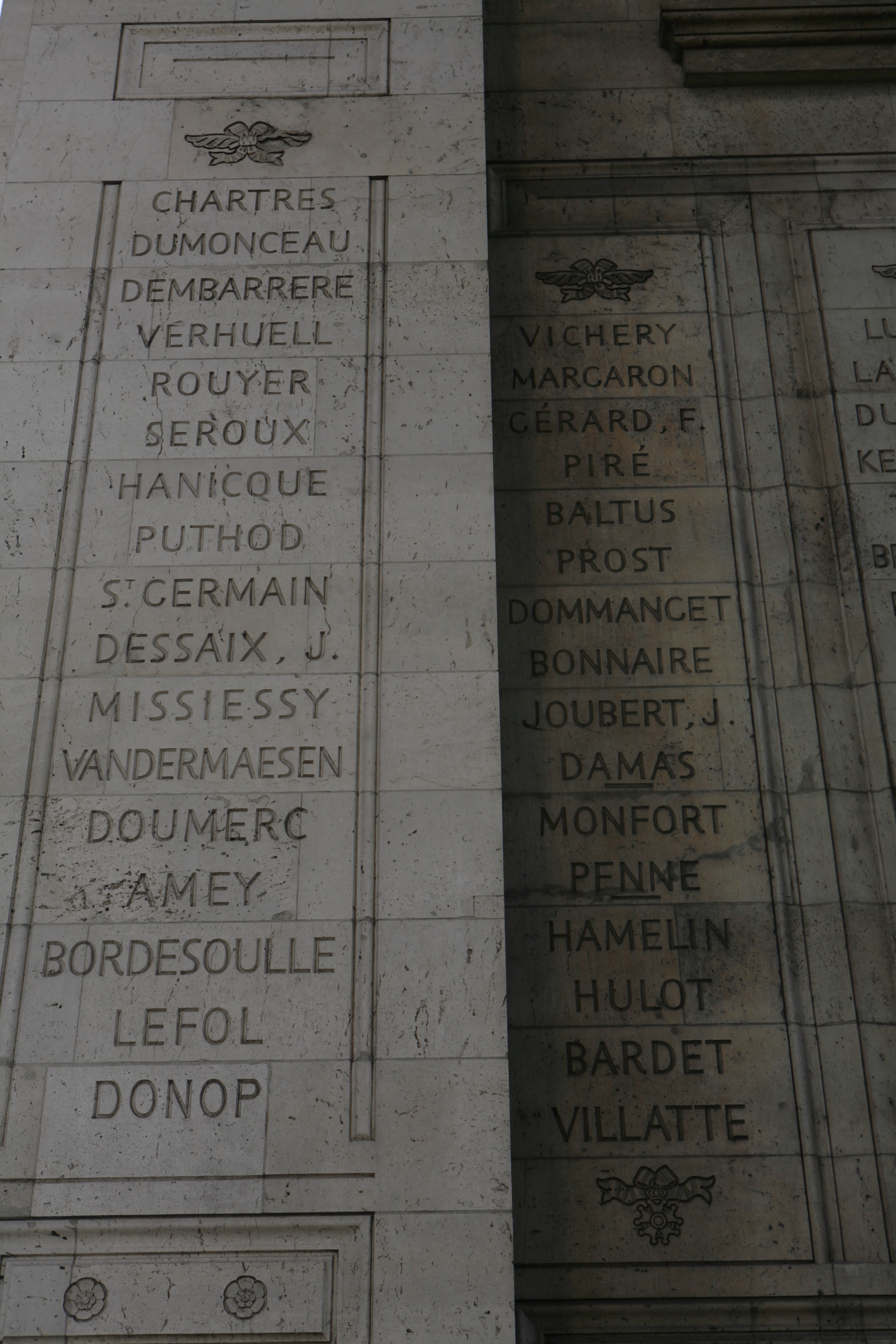
Erste und zweite Spalte des nördlichen Pfeilers des Arc de Triomphe de l’Étoile.

1818 bis 1822 diente er in Toulon. 1833 wurde ihm die Verantwortung für das Dépôt des cartes et plans de la Marine übertragen. Kurz darauf ging er in den Ruhestand. 1839 starb er in Paris.

## Ehrungen
Sein Name ist am Triumphbogen in Paris am nördlichen Pfeiler in der 2. Spalte eingetragen.

## Hinweis
Gleichwohl Hamelin in Patrick O’Brians Roman Geheimauftrag Mauritius auftritt, überlebte er das Zusammentreffen mit der HMS Boadicea, während er im Roman im Gefecht getötet wird.